# Дональд Ріган
Дональд Томас Ріган (англ. Donald Thomas Regan; нар. 21 грудня 1918 — пом. 10 червня 2003) — 66-й міністр фінансів США при президенті Рональді Рейгані.

## Біографія
Народився у Кембриджі, Массачусетс. Закінчив у 1940 році Гарвардський університет зі ступенем бакалавра, продовжував освіту у Гарвардській школі права.
З початком Другої світової війни був покликаний в армію. Воював у морській піхоті на Тихому океані, брав участь у боях за Гуадалканал і Окінаву, війну закінчив у званні підполковника.
Після війни у 1946 році приходить працювати у банк Merrill Lynch, до 1971 року досяг посад голови правління та виконавчого директора і залишався на цих посадах до 1980 року.
З обранням у 1981 році Рональда Рейгана 40-м президентом США перейшов на роботу міністром фінансів, змінивши на цій посаді Вільяма Міллера. У 1985 році стає керівником апарату Білого дому. Пішов у відставку у 1987 році у зв'язку з причетністю до справи Іран-контрас. На посаді його змінив Говард Бейкер.

### Сімейний стан
Дружина — Енн Б'юкенен. У них було четверо дітей і дев'ять онуків. Помер Дональд Ріган на 84-му році життя у лікарні міста Уильямсбург, штат Вірджинія від серцевої недостатності.
Відомий як один з активних провідників «рейганоміки», спрямовану на стимулювання економіки за рахунок зниження податків.